# Vila Curuçá
Vila Curuçá es un distrito ubicado en la Zona Este de la ciudad de São Paulo, Brasil. Administrativamente pertenece a la subprefectura de Itaim Paulista. 

## Distritos limítrofes
- Jardim Helena (norte).
- Itaim Paulista (este).
- Lajeado (sur).
- São Miguel Paulista (este).